# ننتیکووک (مریلند)
ننتیکووک (به انگلیسی: Nanticoke) شهری در ایالت مریلند کشور ایالات متحده آمریکا است که جمعیت آن در سرشماری سال ۲۰۱۰ میلادی، ۲۲۵ نفر بوده‌است.